# 발레뒤방다마구

코트디부아르 발레뒤방다마구

발레뒤방다마구(프랑스어: District de la Vallée du Bandama)는 코트디부아르 중북부에 위치한 구이다. 행정 중심지는 부아케이며, 면적은 28,518km2이다. 북쪽으로는 사반구, 동쪽으로는 잔잔구, 남쪽으로는 라크구, 남서쪽으로는 사산드라마라우에구, 서쪽으로는 워로바구와 접한다.

## 신설
발레뒤방다마구는 2011년 코트디부아르의 행정 구역을 세부적으로 개편하면서 만들어졌다. 이 구역의 영토는 이전의 발레뒤방다마주로 구성되었다.

## 행정 구역
2개 주, 7개 도를 관할한다.
- 그베케주
  - 베우미도
  - 보트로도
  - 부아케도
  - 사카수도
- 암볼주
  - 다바칼라도
  - 카티올라도
  - 니아카라만두구도

## 인구
2021년 인구 조사에 따르면 발레뒤방다마구의 인구는 1,964,929명이다. 인구 밀도는 2021년 기준으로 69명/km2이다.